# Мело, Росита
Росита Мело (настоящие имя и фамилия — Клотильда Меле Роса Лусиано/Лучано; исп. Rosita Melo; 9 июля 1897, Монтевидео, Уругвай — 12 августа 1981, Буэнос-Айрес, Аргентина) — аргентинско-уругвайский музыкант, пианистка, композитор и поэтесса.
Автор одного из наиболее известных танго-вальсов — «Desde el alma» (1911). Известна также как первая в мире широко признанная латиноамериканская женщина-композитор и поэт, писавшая на риоплатском испанском языке.

## Биография
Родилась в семье итальянских иммигрантов. Вместе с родителями в 1900 году переехала в Аргентину в Буэнос-Айрес.
С детства отличалась большим музыкальным талантом. В возрасте 4-х лет могла на слух играть на пианино. После окончания школы обучалась музыке. Позже училась игре на фортепиано в Буэнос-Айресе. Со временем стала музыкальным педагогом, профессором по классу фортепиано.
Давала концерты классической и популярной музыки в престижных залах и консерваториях Аргентины.
Была удостоена многих наград.

## Личная жизнь
В 1922 году вышла замуж за поэта и писателя Виктора Пьюма Велеса.

## Творчество
Автор музыки танго, танго-вальсов, классических и креольских вальсов, пасодоблей, полек и маршей. Среди них: «Oración», «Tatita» и «Aquel entonces», а также вальсы «Yo te adoro», «Por el camino», «Una lágrima para papá», «Cuando de ti ya lejos» и «Aquellos catorce años».
Стихи Р. Мело публиковались в газетах и журналах. Ряд её стихов вошёл в «Antología de poetas jóvenes» («Антология молодых поэтов») наряду с такими авторами, как А. Сторни и другими известными современными поэтами.
Р. Мело в 14-летнем возрасте сочинила один из наиболее известных танго-вальсов в стиле креольской музыки — «Desde el alma» (Бостонский вальс, 1911).
Похоронена на кладбище Ла-Чакарита в Буэнос-Айресе.